# If I Could Choose
«If I Could Choose» —[ɪf aɪ kʊd tʃuːz]; en español: «Si pudiera elegir»— es una canción compuesta por Michael Coffey e interpretada en inglés por Sean Dunphy. Se lanzó como sencillo en 1967 mediante Pye. Fue elegida para representar a Irlanda en el Festival de la Canción de Eurovisión de 1967 tras ganar la final nacional irlandesa en 1967.

## Festival de Eurovisión

### Final nacional
Esta canción participó en la final nacional para elegir al representante irlandés del Festival de la Canción de Eurovisión de 1967, celebrada el  de febrero de ese año en los estudios RTÉ. Fue presentada por Brendan O'Reilly. La votación se realizó mediante correo. Finalmente, la canción «If I Could Choose», interpretada por Sean Dunphy, se declaró ganadora entre 9 canciones con 16 723 puntos.

### Festival de la Canción de Eurovisión 1967
Esta canción fue la representación irlandesa en el Festival de Eurovisión 1967. La orquesta fue dirigida por Noel Kelehan.
La canción fue interpretada 17.ª (última) en la noche del 8 de abril de 1967 por Sean Dunphy, precedida por Italia con Claudio Villa interpretando «Non andare più lontano». Al final de las votaciones, la canción había recibido 22 puntos, quedando en 2.º puesto de un total de 17.
Fue sucedida como representación esa en el Festival de 1968 por Pat McGeegan con «Chance of a Lifetime».

## Letra
La canción es una balada, en la que el intérprete le dice a su amante que es muy especial para él. Explica que actualmente vive en el Condado de Clare, pero que viviría en un desierto sin ningún problema si eso significaba poder vivir con ella. También dice que elegiría ir por «el camino más largo» con ella y hablar con ella en «el día más largo», preguntándose «¿Qué perdería si pudiera elegir?».

## Formatos
| - Disco de vinilo 7" |                     |          |  |
| N.º                  | Título              | Duración |  |
| 1.                   | «If I Could Choose» | 2:45     |  |
| 2.                   | «Yellow Bandana»    | 2:15     |  |

| Estados Unidos - Disco de vinilo 7" |                     |          |  |
| N.º                                 | Título              | Duración |  |
| 1.                                  | «If I Could Choose» | 2:45     |  |
| 2.                                  | «Flower of Macroom» |          |  |

| Reino Unido - Disco de vinilo 7" promo |                     |          |  |
| N.º                                    | Título              | Duración |  |
| 1.                                     | «If I Could Choose» | 2:45     |  |
| 2.                                     | «Yellow Bandana»    | 2:15     |  |

| Francia - Disco de vinilo 7"/Jukebox/promo |                     |          |  |
| N.º                                        | Título              | Duración |  |
| 1.                                         | «If I Could Choose» | 2:45     |  |
| 2.                                         | «Yellow Bandana»    | 2:15     |  |

| Francia - Disco de vinilo 7"/EP |                     |          |  |
| N.º                             | Título              | Duración |  |
| 1.                              | «If I Could Choose» | 2:45     |  |
| 2.                              | «Yellow Bandana»    | 2:15     |  |
| 3.                              | «4033»              | 2:33     |  |
| 4.                              | «Come To the Bower» | 2:50     |  |

| España - Disco de vinilo 7"/EP |                     |          |  |
| N.º                            | Título              | Duración |  |
| 1.                             | «If I Could Choose» | 2:41     |  |
| 2.                             | «Come To the Bower» | 2:35     |  |
| 3.                             | «4033»              | 2:21     |  |
| 4.                             | «Yellow Bandana»    | 2:10     |  |

## Créditos
- Sean Dunphy: voz
- Michael Coffey: composición
- Wesley Burrowes: letra
- Noel Keleghan: producción
- Pat King, Noel Keleghan: instrumentación
- Pye: compañía discográfica

Fuente:

## Posicionamiento en listas
| País    | Lista               | Mejor posición |      |
| 1967    | 1967                | 1967           | 1967 |
| ------- | ------------------- | -------------- | ---- |
| Irlanda | Irish Singles Chart | 2              |      |

## Historial de lanzamiento
| Región         | Fecha        | Formato                                    | Discográfica         | Ref.   |
| -------------- | ------------ | ------------------------------------------ | -------------------- | ------ |
| Irlanda        | 1967         | Disco de vinilo 7", 45 RPM                 | Pye Records          | [ 1 ]  |
| Alemania       | 1967         | Disco de vinilo 7", 45 RPM                 | Pye Records          | [ 12 ] |
| Australia      | 1967         | Disco de vinilo 7"                         | Astor Records        | [ 13 ] |
| España         | 1967         | Disco de vinilo 7", 45 RPM, EP             | Pye Records          | [ 21 ] |
| Estados Unidos | Mayo de 1967 | Disco de vinilo 7"                         | Warner Bros. Records | [ 17 ] |
| Francia        | 1967         | Disco de vinilo 7", 45 RPM, EP             | Pye Records          | [ 20 ] |
| Francia        | 1967         | Disco de vinilo 7", 45 RPM, jukebox, promo | Pye Records          | [ 19 ] |
| Noruega        | 1967         | Disco de vinilo 7", 45 RPM                 | Pye Records          | [ 14 ] |
| Nueva Zelanda  | 1967         | Disco de vinilo 7"                         | Pye Records          | [ 15 ] |
| Reino Unido    | 1967         | Disco de vinilo 7", 45 RPM                 | Pye Records          | [ 16 ] |
| Reino Unido    | 1967         | Disco de vinilo 7", 45 RPM, promo          | Pye Records          | [ 18 ] |